# Araruna (Paraíba)
Araruna, municipio en el estado de Paraíba (Brasil), localizado en la microrregión del Curimataú Oriental.
Está distante 165 kilómetros de João Pessoa, capital del estado de la Paraíba. Fue fundada el 10 de julio de 1876.

## Geografía
El municipio se encuentra en la parte más alta de la Sierra de la Araruna a una altitud de 580 metros sobre el nivel del mar el que le proporciona un clima ameno, cuya temperatura en el invierno llega a los 18 °C.
Se encuentra en Araruna el Parque Estatal de la Piedra de la Boca, reserva ambiental y ecológica que posee uno de los más importantes patrimonios geológicos de Paraíba y del Brasil.
El municipio está incluido en el área geográfica de cobertura del semiárido brasileño, definida por el Ministerio de la Integración Nacional en 2005. Esta delimitación tiene como criterios el índice pluviométrico, el índice de aridez y el riesgo de sequía.
De acuerdo con el IBGE (Instituto Brasileño de Geografía y Estadística), en el año de 2009 su población era estimada en 20.009 habitantes. Posee área territorial de 246 km².

### Hidrografía
El municipio de Araruna está en las cuencas hidrográficas de los ríos Curimataú y Jacu. Son pequeños ríos, de régimen intermitente, de entre los cuales se destaca el Calabouço, en el límite del Río Grande do Norte, el río Salgadinho y la Laguna de la Sierra.

### Carreteras
- PB-111

## Administración
- Prefecto: Wilma Targino Maranhão (2009/2012)
- Viceprefecto: Luiz Azevedo del Nascimento (2009/2012)
- Presidente de la cámara: Luis Martiniano (2011/2012)